# Vladimir Soloviov (cosmonaute)
Pour les articles homonymes, voir Vladimir Soloviov et Soloviov.
Vladimir Alekseïevitch Soloviov (en russe : Владимир Алексеевич Соловьёв) est un cosmonaute soviétique, né le 11 novembre 1946 à Moscou.

## Biographie

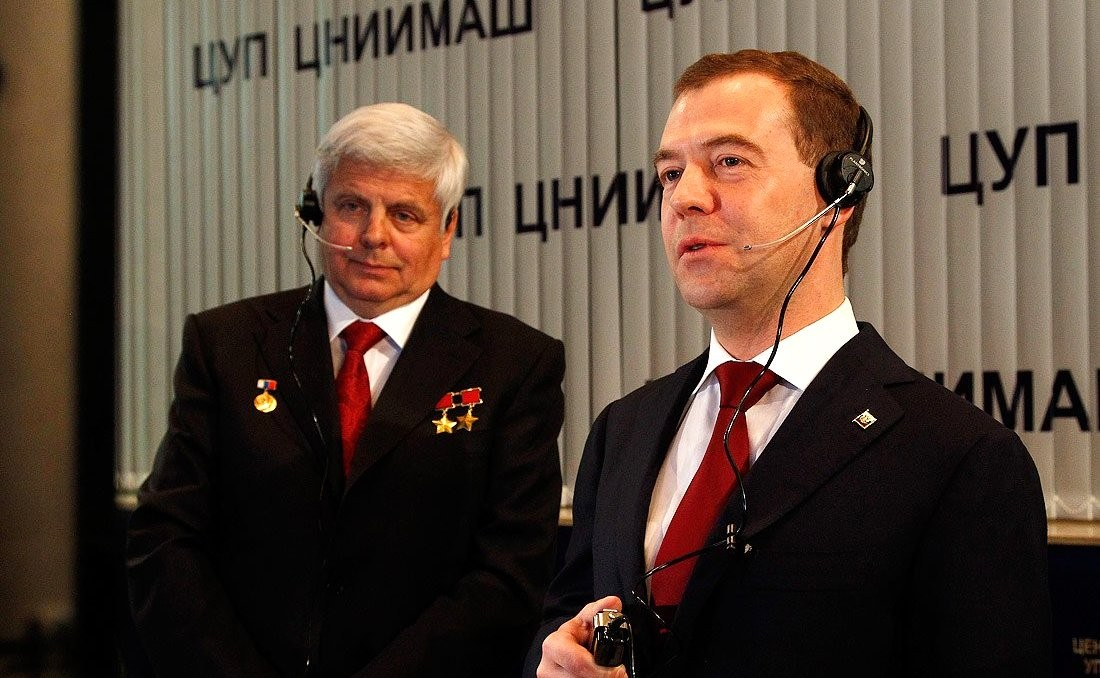
Vladimir Soloviov et Dimitri Medvedev au centre de contrôle de mission russe en 2011

Vladimir Soloviov a été sélectionné cosmonaute le 1er décembre 1978 et a volé comme ingénieur de vol sur Soyouz T-10 et Soyouz T-15, consacrant au total 361 jours, 22 heures, 49 minutes dans l'espace.
Soloviev est ensuite devenu le directeur de vol des missions sur Mir (contrôle de mission russe) pendant plusieurs années. Il a pris sa retraite le 18 février 1994, mais est revenu à la tête du segment russe de la station spatiale internationale (ISS).
Soloviov est marié et a deux enfants.
Il a été décoré :
- Deux fois Héros de l'Union soviétique (2 octobre 1984 et 16 juillet 1986);
- Pilote-cosmonaute de l'URSS ;
- Ordre de l'Honneur (Russie) ;
- Ordre de l'Amitié (Russie) ;
- Deux Ordres de Lénine (URSS);
- Médaille « Pour le Mérite de l'exploration spatiale » (Russie);
- Chevalier de la Légion d'honneur (France);
- Kirti Chakra (Inde).

## Vols réalisés
- Le 8 février 1984, Vladimir Soloviov s'envole à bord de Soyouz T-10 en tant que membre de l'expédition Saliout 7 – EO-3. L'équipage passe près de dix mois à réaliser de nombreuses expériences médicales et de fabrication dans l'espace, établissant un nouveau record de durée de vol spatial (plus de 236 jours). Il effectue en particulier une sortie dans l'espace d'une durée de 4 h 20[2]. Ils sont revenus sur Terre à bord de Soyouz T-11 le 2 octobre 1984.
- Le 13 mars 1986, il s'envole à bord du vaisseau Soyouz T-15, en tant que membre des expéditions Saliout 7 – EO-5 et Mir EO-1. Le vaisseau s'est d'abord amarré à la station Mir, le 15 mars 1986, puis, le 5 mai 1986, soit 51 jours plus tard, les cosmonautes ont désamarré Soyouz T-15 pour rejoindre le lendemain l'autre station spatiale, Saliout 7, et s'y amarrer pour une mission de 50 jours. Le 25 juin 1986, les cosmonautes sont repartis sur Mir pour s'y amarrer le lendemain et y séjourner pendant 20 jours. Ainsi, ils ont été les derniers à bord de l'ancienne station Saliout 7/Cosmos 1686 et les premiers à séjourner sur la nouvelle station Mir. Ils sont revenus sur Terre le 16 juillet 1986, après une mission totale de 125 jours.